# For a Look or a Touch
For a look or a touch is een kameropera van de Amerikaan Jake Heggie. Het is gecomponeerd in opdracht van Music of Remembrance, een stichting ter nagedachtenis van de Holocaust.
For a look or a touch behandelt niet alleen de vervolging van de joden, maar een groep mensen die eenzelfde lot ondergingen, de homoseksuelen. Op het eind van de 19e eeuw werd homoseksualiteit strafbaar in Duitsland. Tijdens het naziregime werden zij vervolgd, opgesloten en vermoord onder paragraaf 175. Toen Heggie de opdracht tot een werk ontving verdiepte hij zich in de materie, bezocht musea en begon zich in te lezen. Daarbij werd hij door de opdrachtgever gewezen op een dagboek van Manfred Lewin, een homoseksuele Jood, in 1942 met familie omgebracht in Auschwitz. Het dagboek behandelt de herinnering aan de liefde tussen Manfred en Gad Beck gedurende de jaren vlak voor de Tweede Wereldoorlog. Beck leeft anno 2007 nog en heeft een autobiografie op zijn naam staan.
Gene Scheer maakte van het dagboek een libretto voor de opera, waarin Manfred (bariton) als een geest voor Gad (acteur) verschijnt om hem te herinneren aan vervlogen tijden. De opera begint met Gad die maar niet in slaap kan komen en merkt dat hij niet meer alleen is in de kamer:
- Gad: Who's there
- Manfred: Do you remember?

## Première
De première vond plaats in Seattle op 7 mei 2007, Benaroya Hall.

## Bron en discografie
- Uitgave Naxos